# Fényes István (orvos)
Fényes István, születési és 1898-ig használt nevén Folkmann István (Arad, 1895. június 24. – Budapest, 1980. február 26.) ideggyógyász, egyetemi magántanár, az orvostudományok kandidátusa (1956).

## Élete
Fényes (Folkmann) Kálmán (1860–1936) mérnök, vasúti főfelügyelő és Adler Vilma (1874–?) fiaként született zsidó családban. Testvérei Margittai Artúrné Fényes Borbála és Komjáti Béláné Fényes Piroska. Apja a felső-magyarországi Szucsányból került Aradra; Bécsben végezte a műegyetemet, majd az államvasutak szolgálatába lépett. Húsz éven át a MÁV, tíz évig a CFR mérnökfőfelügyelője volt. Végül az aradi fűtőház főnöke lett.
Középiskolai tanulmányait 1905 és 1913 között az Aradi Királyi Főgimnáziumban végezte, majd felvételt nyert a Budapesti Tudományegyetem Orvostudományi Karára, ahol 1918-ban szerezte meg oklevelét. Pályáját az Élettani Intézet díjtalan gyakornokaként kezdte. Később a III. sz. Belklinikára került. 1927-ben a berlini idegklinika tanársegéde volt. 1931. szeptember 1. és 1935. augusztus 31. között az egyetemi Elme- és Idegkórtani Klinika agyszövettani osztályának díjazatlan gyakornoka, 1935. szeptember 1. és 1937. augusztus 31. között tanársegéde volt. Ezután távoznia kellett a Klinikáról. A Gyermekklinika akkori vezetősége tette lehetővé további tudományos munkásságát.
A háború után kezdeményezte az Ideggyógyászati Klinikára tanársegédi minőségben való visszahelyezését. 1946-ban a budapesti Pázmány Péter Tudományegyetem Orvostudományi Karán az Idegkórtani diagnosztika című tárgykörből magántanárrá habilitálták. 1948. június 1-jével lemondott az I. sz. Gyermekklinikán betöltött fizetéstelen tanársegédi állásáról. 1949-től a Koltói Anna Baleseti Kórház Idegosztályának főorvosa volt. 1956-tól az Országos Idegsebészeti Intézetben volt tudományos munkatárs, később nyugdíjasként is dolgozott.
1937 novemberétől magánrendelését a Kaas Ivor utca 1/a (majd 1/b) alatt folytatta. 1947 nyarán a VII. kerületi Dohány utca 1/c VI. emeletére költözött.
Felesége Fényes Istvánné Szilágyi Mária (Budapest, 1920. január 10. – Budapest, 2009. augusztus 29.) volt, akivel 1941-ben kötött házasságot.

## Művei
- Zur Osteohistopathologie des Tumorschädels. Untersuchungen über die Frage der diagnostischen Verwertbarkeit röntgenographisch darstellbarer Schädelveränderungen bei gesteigerten Hirndruck. (Monatsschrift für Psychiatrie und Neurologie, 1931, 78.)
- Zwei familiär auftretende, mit Eunuchoidismus kombinierte Fälle von neuraler Muskelatrophie Charcot-Marie. Somogyi Istvánnal. (Zeitschrift für die gesamte Neurologie und Psychiatrie, 1931, 137.)
- Alzheimersche Fibrillenverá'nderung im Himstamm einer 28 jährigen Postencephalitikerin. (Archiv für Psychiatrie, 1932, 96.)
- Histologische Gehirnbefunde bei einigen akuten Vergiftungsfällen. (Monatsschrift für Psychiatrie und Neurologie, 1933, 87.)
- Adatok a nucl. rubel-sérülés kórismézésének kérdéséhez, gyermeknél észlelt Benedikt-syndroma kapcsán. Kiss Pállal. – Friedreich-féle ataxia esete. Kiss Pállal. (Orvosképzés, 1934, 2.)
- Neisser és Pollack-féle agypunctióval kórismézett agydaganat. Kiss Pállal. (Orvosi Hetilap, 1934, 2.)
- Ventriculographia alkalmazása gyermekben. Kiss Pállal. (Orvosi Hetilap, 1934, 11.)
- Zwei Fälle von amyotropischer Lateralsklerose im Lichte der Strukturanalyse. Alexander Szatmárival. (Monatsschrift für Psychiatrie und Neurologie, 1934, 89.)
- Zur Lokalisationsfrage der Nucl. ruber-Läsion an Hand eines beim Kinde beobachteten Falles von Benediktschem Syndrom. (Monatsschrift für Psychiatrie und Neurologie, 1934, 90.)
- Pyramis-tünetekkel társult látóidegsorvadás gyermekben. Kiss Pállal. (Orvosi Hetilap, 1934, 13.; németül: Einseitige totale Sehnervenatrophie mit Pyrsraidensymptomen im Kindesalter. (Archiv für Kinderheilkunde, 1934, 101.)
- Ueber einen Fall von Friedreichscher Ataxie. Kiss Pállal. (Archiv für Kinderheilkunde, 1934, 103.)
- Multiplex agytuberculum gyermekben. Kiss Pállal. (Orvosi Hetilap, 1936, 3.; németül: Multiple Konglomerattuberkel beim Kinde. Archiv für Kinderheilkunde, 1936, 107.)
- Gyermekkori cystás agydaganatok levegőtöltése. Kiss Pállal. (Orvosi Hetilap, 1936, 9.; németül: Luftfüllung von zystischen Gehirntumoren beim Kinde. Archiv für Kinderheilkunde, 1936, 107.)
- Über Kleinhirntumoren mit fast normalem Liquorbefund beim Kinde. Kiss Pállal. (Archiv für Kinderheilkunde, 1936, 108.)
- Ueber die kortikale /zerebrale, encephalitische/ Form der Heine-Medinschen Krankheit. Kiss Pállal. (Jahrbuch für Kinderheilkunde und physische Erziehung, 1936, 147.)
- Zur Nosographie des Gruillain-Barréschen Syndroms. Göttche Oszkárral. (Deutsche Zeitschrift für Nervenheilkunde, 1936, 131.)
- Zur Frage der Entstehung von angeborenen Beweglichkeitsstörung im Gehirnnervenbereich. (Archiv für Psychiatrie und Nervenkrankheiten, 1937, 106.)
- Röntgenbesugárzás hatása gyermekkori kisagyi sarkomára. (Orvosi Hetilap, 1938, 28.)
- Histologische Untersuchung des Zentralnervensystems nach Röntgenbestrahlung des Kleinhirnes Wegen Sarkomatose beim Kinde. Kiss Pállal. (Archiv für Kinderheilkunde, 1938, 113.)
- Panencephalitis csoportba tartozó japonica esetek Magyarországon. Révész Györggyel. (Orvosok Lapja, 1946, 21.)
- A hydrocephalusok műtéti megoldásának kérdése, különös tekintettel a Torkildsen műtétre (ventriculocysternostomia). Zoltán Lászlóval. (Orvosi Hetilap, 1949, 24.)
- Az agy és gerincvelő neurológiai és neurochirurgiai vonatkozásai. Zoltán Lászlóval. (Orvosi Hetilap, 1950, 20.)
- A gravitáció hatása feltétlen és feltételes reflexmechanizmusok kialakulására. Akadémiai Kiadó. Budapest, 1960
- A keresztezett inguinális extensiós reflex hiánya, mint a koraszülött intracraniális vagy intraspinális haemorrhagiájának diagnosztikai jele. Gergely Károllyal, Kneiszl Ferenccel. (Orvosi Hetilap, 46.)
- Születési asphyxia és hyperventilatio okozta delta-válasz nem-epilepsiás gyermekeknél. Gergely Károllyal, Farkas Ildikóval. (Gyermekgyógyászat, 1968, 2.)
- Adatok a gyermekkori epilepsia-tünetegyüttes pathogenesiséhez. (Gyermekgyógyászat, 1971, 1.)